# آب‌انبار بالاده
آب‌انبار بالاده مربوط به دوره قاجار است و در شهرستان آران و بیدگل، بخش مرکزی، دهستان سفیددشت، روستای یزدل، جنب گلزار شهدا واقع شده و این اثر در تاریخ ۲۰ اسفند ۱۳۸۵ با شمارهٔ ثبت ۱۸۰۹۶ به‌عنوان یکی از آثار ملی ایران به ثبت رسیده است.